# Ctenocheles balssi
Ctenocheles balssi is een tienpotigensoort uit de familie van de Callianassidae. De wetenschappelijke naam van de soort is voor het eerst geldig gepubliceerd in 1926 door Kishinouye.